# Lucio Lombardo-Radice
Lucio Lombardo-Radice (Catânia, 10 de julho de 1916 — Bruxelas, 21 de novembro de 1982) foi um matemático italiano.
Obteve um doutorado na Universidade de Roma "La Sapienza", orientado por Gaetano Scorza.
Contribuiu para a geometria finita e combinatória geométrica em trabalho conjunto com Guido Zappa e Beniamino Segre, e escreveu obras fundamentais sobre planos não-Desarguesianos.
Foi membro de destaque do Partido Comunista Italiano e também membro de seu comitê central.
O Istituto Tecnico Statale Commerciale "Lucio Lombardo Radice" per Programmatori con sezione Liceo Linguistico, uma escola em Roma, fundada em 1982 como o XXV Istituto Tecnico Commerciale per Programmatori, foi renomeado em 1992 em sua homenagem.